# Костёл Святого Иакова Старшего (Кршеч)
Костёл Святого Иакова Старшего — изначально романский костел XIII века. Находится в Высочанском крае, в посёлке Кршеч. Главной особенностью храма являются высококачественные настенные рисунки 1340 года и старинные колокола XVI века. Охраняется как памятник культуры с 1958 года.

## История
Костёл Святого Иакова Старшего стоит на южной окраине поселка на возвышенности, посередине кладбища. Вероятно, ещё в XII столетии, здесь стояла ротонда, из которой до сегодняшних дней сохранилась апсида с окном, в которой была найдена роспись происходящая с 40-х годов XIV века.

## Описание
Окна в костеле стрельчатые, готические. Из пресвитерия в ризницу ведет готический стрельчатый портал. Прямоугольный пресвитерий закрывает романская апсида. Интересными так же являются колокола костела, самый старший из которых происходит с 1513 года, и является одним из самых старых колоколов в целом регионе. Костёл приобрел нынешний вид после реставраций 1550—1590 годов.

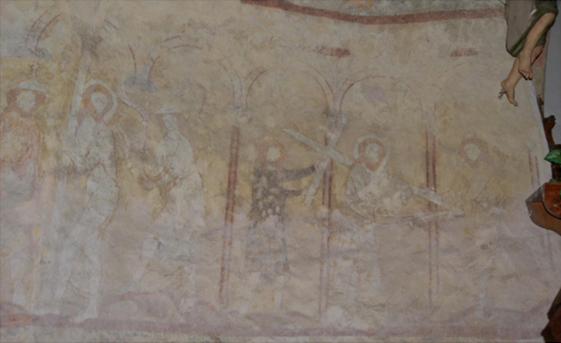

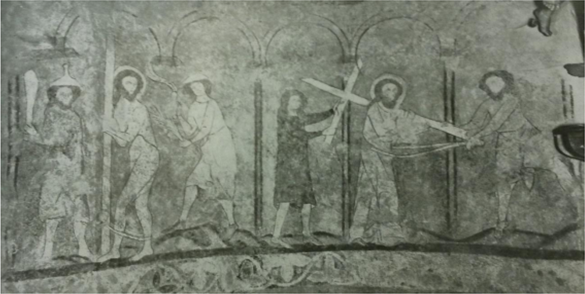

Целью росписи является изобразить настенный цикл состоящий из эпизодов жизни Христа (мучения Христа и слава Христа на небесах) происходящих с периода около 1340 года. Ещё перед возникновением этой росписи, готический костел был расширен пресвитерием и башней. После Гуситских войн костел был отреставрирован, и пресвитерий украсили готический свод и замковый камень, подобный пятилистной розе, знаку рода Витковцев, которые властвовали на территории Кржча более 300 лет.
Квадратную пресвитерию заканчивает полукруглая отделённая апсида дополнительно приподнятая, к северной стороне присоединяется ризница(4,9 м в длину , 2,9 м в ширину). У восточного окна апсиды внешние грани полукруглые, вглубь грани пазовые стрельчатые . Ризницу освещают два прямоугольных усеченных окна в стрельчатых углублениях. Башня костела изначально сводчатая, на сегодняшний день не имеет потолка
Интерьер
Входы с западного и северного фасада сведены в стрельчатые арки. Размеры арки составляют 2,86 м в высоту на 1,12 м в ширину . Прямоугольная пресвитерия 4 м в длину, 5 м в ширину. Неф и пресвитерию покрывает кровельный гонт. Картина на главном алтаре с изображением Якуба Большего была нарисована в 1874 г. художником Кунтцеком в Чешских Будейовицах . В нефе находится надгробные плиты с гербами лордов «ze Rzavého».
Колокола
Венец опоясывает украшение, состоящие из виноградных гроздьев и листьев. На боковой поверхности рельеф св. Антонина Падуанского и надпись: «KE CTI A CHVALE SV.ANTONINA JSEM SLIT LETA PANE 1888 A.PERNER. A SYN V BUDEJOVICICH».